# Мухинка
Му́хинка — посёлок в Амурской области России. Входит в состав городского округа город Благовещенск.

## География
Посёлок Мухинка стоит на правом берегу реки Зея, в 1 км выше железнодорожного моста на линии Благовещенск — Белогорск Забайкальской железной дороги.
В 2 км западнее посёлка проходит автодорога областного значения Благовещенск — Свободный.
Расстояние до Благовещенска около 25 км (на юго-запад, через Новотроицкое).
В 6 км южнее находится Белогорье.

## Население
| 2002 | 2010 | 2012 | 2013 | 2014 | 2015 | 2016 |
| ---- | ---- | ---- | ---- | ---- | ---- | ---- |
| 190  | ↘149 | →149 | ↘140 | ↘134 | ↗135 | →135 |
| 2017 | 2018 |      |      |      |      |      |
| ↘132 | ↘126 |      |      |      |      |      |